# لابروي
لابروي (بالفرنسية: Labroye)‏ هي بلدية تقع في إقليم باد كاليه من منطقة نور با دو كاليه في شمال فرنسا. تبلغ مساحة هذه المدينة 8.15 (كم²)، وترتفع عن سطح البحر 25 م، يبلغ عدد سكانها 179 نسمة حسب إحصاء المعهد الوطني للإحصاء والدراسات الاقتصادية سنة 2009 م. وترأس Pierre Brussart البلدية خلال فترة (2001-2008).